# رولاند ماكليود
رولاند ماكليود (بالإنجليزية: Roland MacLeod)‏ هو ممثل بريطاني، ولد في 1935 بلندن في المملكة المتحدة، وتوفي في 3 أبريل 2010.

## أعمال

### أفلام
- (1988) سمكة تدعى وندا

## وصلات خارجية
- رولاند ماكليود على موقع IMDb (الإنجليزية)
- رولاند ماكليود على موقع ديسكوغز (الإنجليزية)
- رولاند ماكليود على موقع قاعدة بيانات الفيلم (الإنجليزية)